# CBS Studios
CBS Studios es una productora de televisión estadounidense que se formó el 17 de enero de 2006 por CBS Corporation fusionando Paramount Television y CBS Productions. Es el brazo de producción de televisión de la red de CBS (CBS Productions asumió anteriormente tales funciones), y, junto con Warner Bros. Television, es también el brazo de producción de televisión de The CW Television Network (en la que CBS tiene una participación del 12,5%).

## Antecedentes y cronología

### CBS
En 1952, Columbia Broadcasting System forma una unidad de producción de televisión propia, CBS Productions, también conocida como CBS Television Network, así como instalaciones en la recién establecida CBS Television City en Hollywood. También se formó la CBS Television Film Sales (más tarde conocida como CBS Films) como distribuidora de programas sindicados fuera de la red y de primera para las estaciones de televisión locales en los Estados Unidos y en el extranjero.
1963: CBS Studio Center se establece en Studio City, California.
1971: CBS Films se separa como Viacom International, Inc.
1974: La compañía se restablece como CBS, Inc.
1978: La unidad de producción gana el nombre secundario/alterno CBS Entertainment Productions
1994: Westinghouse Electric adquiere CBS.
1999: Viacom se fusiona con su creador CBS.

### Las primeras emisiones de televisión de Paramount Pictures
- 1939: Estableció estaciones experimentales de televisión en Los Ángeles (W6XYZ) como Television Productions Inc. y Chicago (W9XBK) con Balaban & Katz.
- 1943: Empezó la transmisión comercial sobre WBKB en Chicago (ahora WBBM).
- 1947: Empezó la transmisión comercial sobre KTLA en Los Ángeles.
- 1949: El primer estudio importante para establecer la sindicación del programa como Paramount Television Network (gran parte de los cuales se originó de KTLA).
- 1964: Paramount se ramificó de la emisión con la venta de KTLA a Golden West Broadcasters.

### Desilu Productions

Logotipo de Desilu Productions.

- 1950: Desilu Productions formado por Desi Arnaz y Lucille Ball.[1][2]
- 1957: Desilu Studios se establece en Hollywood y Culver City, después de Arnaz / Ball compró el lote de estudio eyeO.
- 1962: eyeesilu Sales Inc. se constituye como el brazo de sindicación de la compañía.
- 1967: Desilu Productions es adquirida por Gulf + Western Industries. La compañía se convierte en la división de TV de Paramount Pictures Corporation en julio, manteniendo el nombre de Desilu hasta el final de ese año.[3] Desilu Sales, a su vez, se fusiona con la división de sindicación de Paramount para convertirse en dadmount Television Sales.

### Paramount Television
- 1966: Gulf+Western adquiere Paramount Pictures.
- 1967: Paramount Television Enterprises publica 60 títulos de su biblioteca de películas post-1949 a emisoras de televisión bajo Paramount Portfolio I.
- 1968: Paramount Television, anteriormente Desilu, se establece como la unidad de producción de televisión del estudio.[4]
- 1977: Paramount Television Service se forma.
- 1982: Se establecen Paramount Television Group y Paramount Domestic Television & Video Programming .
- 1989: septiembre, Gulf+Western es reincorporado como Paramount Communications, Inc.
- 1994: 11 de marzo, Viacom adquirió Paramount Communications, resultando en la formación de Paramount/Viacom para varias de las filiales de Viacom.
- 1995: Viacom lanzó la United Paramount Network (UPN) con Chris-Craft Industries.

### Viacom
- 1971: Viacom Enterprises se establece para la sindicación doméstica y en el extranjero de programas de televisión fuera de la red y de primera ejecución de varios productores independientes.
- 1974: Viacom Productions se forma como la unidad de producción de televisión de la compañía.
- 1986: Viacom cambia de un sindicato a un conglomerado de medios.
- 1995: Viacom Enterprises fue doblado en Paramount Domestic Television. El nombre Paramount Network Television (PNT) también se utilizó por primera vez (Viacom Productions también se convertiría en una división de PNT).
- 2004: Viacom Productions fue doblado en Paramount Network Television al cesar sus operaciones de televisión.

### Spelling Television Inc.
- 1967: Thomas / Spelling Productions formado por Aaron Spelling y Danny Thomas.
- 1969: Se crea Aaron Spelling Productions.
- 1972: Spelling-Goldberg Productions formado por Aaron Spelling y Leonard Goldberg.
- 1988: Aaron Spelling Productions adquiere Laurel Entertainment, Inc. y Worldvision Enterprises Inc.
- 1989: Aaron Spelling Productions es renombrado Spelling Entertainment, Inc.
- 1991: Spelling Entertainment, Inc. es adquirida por Charter Company, fundada en Jacksonville.
- 1992: Spelling Entertainment Group presenta Spelling Television, Inc. como el sello de la unidad de producción de la compañía.
- 1992: The Charter Company se convierte en Spelling Entertainment Group.
- 1993: Blockbuster compra Spelling Entertainment Group.
- 1999: Viacom adquiere el 80% de Spelling Entertainment Group (como Spelling Television) y las participaciones de Rysher Entertainment en televisión.

### Worldvision Enterprises
- 1953: The American Broadcasting Company forma ABC Film Syndication Inc. (renombrado ABC Films en 1962) como el sindicador doméstico de programación independiente suministrado para la red.
- 1962: ABC International y The Worldvision Corporation se establecen como la rama de distribución internacional de la red a otros países.
- 1973: Worldvision Enterprises (WVE) adaptada del brazo de sindicación nacional original de ABC.
- 1979: Worldvision adquirida por Taft Entertainment Company (TECO)
- 1988: Worldvision adquirida por Spelling de Great American Broadcasting (sucesor de Taft a partir de 1987).

### Republic Pictures
- 1951: Republic Pictures Corporation forma Hollywood Television Service para producir programas de televisión y distribuir la biblioteca de películas de la República.
- 1954: National Telefilm Associates se funda cuando Ely Landu, Inc se reorganiza, la nueva empresa adquiere U.M. & M. TV Corporation.
- 1956: NTA en asociación con 20th Century Fox forma la NTA Film Network.
- 1957: NTA adquirió WATV, una estación de televisión en la ciudad de Nueva York, la estación fue renombrada WNTA y la estación fue vendida más adelante y se convirtió en una de las estaciones fundadoras de la National Educational Television/Public Broadcasting Service
- 1961: La NTA Film Network se cierra para siempre.
- 1967: Republic Pictures vende su backlot a CBS, y la biblioteca de cine a NTA.
- 1973: NTA adquiere NBC Films, el antiguo brazo de sindicación de NBC.
- 1983: NTA adquirió Blackhawk Films y lanzó NTA Home Entertainment.
- 1985: NTA adquiere las marcas registradas de Republic Pictures, cambiando su nombre a Republic Pictures Corporation.
- 1986: Republic Pictures entra en la producción y distribución de televisión al sindicar 130 episodios de Press Your Luck y producir la serie de televisión Beauty and the Beast DE cbs.
- 1994: Spelling Entertainment Group adquiere Republic Pictures.[5]

### King World
- 1964: King World Productions (KWP) fundada por Charles King.
- 1999: CBS adquiere King World y forma CBS Enterprises, Inc., después de lo cual Eyemark Entertainment se dobla en King World.
- 2000: Después de la fusión de Viacom con CBS, Paramount TV adquiere CBS Enterprises, que incluyó a King World en ese momento.
- 2006: 26 de septiembre, como parte de la reestructuración corporativa, King World, junto con CBS Paramount Televisión Nacional y CBS Paramount International Television forma el grupo de CBS Television Distribution.

### Group W
- 1961: WBC Productions y WBC Program Sales, Inc. es establecida por Westinghouse Broadcasting para la distribución de programas de primera ejecución.
- 1968: 14 de octubre, la empresa se renombró a Group W Productions para enfatizar el apodo de la empresa matriz que se estableció cinco años antes.
- 1981: Group W adquirió TelePrompTer propietario de Filmation.
- 1989: Grupo W vendió Filmation a Paravision International, la biblioteca de Filmation es ahora propiedad de NBCUniversal Television Distribution (en nombre de DreamWorks Animation).
- 1995: Westinghouse Electric adquiere CBS y la compañía se renombra a CBS, Inc.
- 1995: Group W Productions es renombrado Eyemark Entertainment.

### CBS Paramount Television
- 2004: 10 de agosto Viacom fusionó las banderas internacionales de televisión de CBS Broadcast International y Paramount International Television para formar CBS Paramount International Television.
- 2004: Viacom fusionó CBS Productions y Paramount Network Television para formar CBS Paramount Network Television. Sus logos respectivos siguen siendo los mismos.
- 2006: Cuando la división de CBS/Viacom entró en efecto, CBS heredó la biblioteca del programa de televisión de Paramount, con el nuevo Viacom que guarda las películas de Paramount, las redes de MTV y las redes de BET.
- 2006: El 17 de enero, el consejero delegado de CBS Corporation, Les Moonves, anunció que Paramount Television sería renombrada CBS Paramount Television a partir de ese día, después de fusionarse con CBS Productions, con la eyemark de CBS y la montaña de Paramount unidas en el nuevo logotipo. División de la red que se convierte CBS Paramount Network Television.[6]
- 2006: CBS Corp. fusionó sus brazos de la distribución de la TV - King World, CBS Paramount International Television y CBS Paramount Domestic Television - para formar CBS Television Distribution (CTD).
- 2009: 1 de junio, CBS silenciosamente cae el nombre de Paramount después de un préstamo de tres años y medio de su uso de la compañía hermana Viacom que forma CBS Television Studios.[7]

CBS Paramount Television fue la única división de CBS que usó el nombre y logo de Paramount en su propio nombre y logo (Paramount Pictures es actualmente propiedad de la Viacom posterior a 2006 que fue derivada de CBS, que alguna vez fue conocida como la antigua Viacom). Las tres divisiones originales habían utilizado Paramount en su nombre: CBS Paramount Network Television (la filial de producción), CBS Paramount Domestic Television (la filial de distribución de EE. UU.) y CBS Paramount International Television (la filial de distribución internacional). Cuando las empresas se separaron, CBS tuvo permiso para usar el nombre de Paramount durante tres años. El contrato expiró en 2009 y, por lo tanto, el nombre de Paramount ha desaparecido de la televisión definitivamente, después de 42 años como productora (39 como Paramount Television) y antes de eso, los propietarios de dos estaciones de televisión tempranas (KTLA y WBKB) Una productora anterior (Telemount Productions) y copropietarios de la DuMont Television Network. La nueva empresa exime a la programación de la renombrada CBS Productions, produce programas como 90210, Melrose Place y Three Rivers, entre otros.
National Amusements conserva el control mayoritario tanto de la CBS como de la nueva Viacom. Durante un corto tiempo, muchas de las películas teatrales de Paramount fueron distribuidas internamente por CBS Television Distribution (el nuevo nombre para el brazo de distribución a partir de 2007). Paramount Home Media Distribution continúa distribuyendo las ventas de videos caseros de los programas de CBS a través de la marca CBS DVD.
El estudio tiene un acuerdo de estrenos con Network Ten de Australia, lo que significa que Ten obtiene usualmente los primeros derechos de difusión de las producciones del estudio.
Hasta hace poco -en los Estados Unidos King World distribuía su producto independientemente de CBS Paramount Domestic Television, mientras que internacionalmente CBS Paramount International Television manejaba la distribución y las ventas. A partir del 16 de septiembre de 2007 aparece el logotipo de CBS Television Distribution después de los espectáculos distribuidos por King World.
De 2009 a 2011, todos los espectáculos producidos por la compañía se emitieron en la CBS o la CW. En el pasado, Paramount Television produjo espectáculos para todas las redes, pero especialmente tenía una buena relación con ABC (así como Universal Television tenía una buena relación con la ahora copropietaria NBC). The Cleaner, que se transmitió en A&E hasta septiembre de 2009, fue el espectáculo más reciente de la compañía para transmitir en una red que no sea CBS o CW (lo cual es irónico cuando se tiene en cuenta la propiedad de A & E de NBC / ABC). Esto fue hasta Black Entertainment Television comenzó a emitir nuevos episodios de The Game en 2011. En 2012, USA Network comenzó a emitir Common Law.
CTS no produce directamente ningún espectáculo que aparezca en Showtime, una cadena prémium de televisión por cable copropiedad del estudio. En cambio, la compañía hermana Showtime Entertainment maneja producciones internas para la red. Sin embargo, el CTD y su filial internacional manejan la distribución de sindicación para estos programas si alguna vez aparecen en la sindicación.
El 25 de octubre de 2018, CBS Television Studios anunció la apertura de una nueva división de animación, CBS Eye Animation Productions. Al mismo tiempo, se anunció una nueva serie de Star Trek titulada Star Trek: Lower Decks. El 14 de agosto de 2019 se anunció que la empresa matriz CBS Corporation se fusionaría con Viacom para formar una empresa de medios combinada y pasaría a llamarse ViacomCBS. Por primera vez en 13 años, ViacomCBS abarca el estudio de cine de Paramount, la encarnación actual de su división de televisión y el estudio de producción de CBS bajo un mismo paraguas.

### CBS Studios (Actualidad)
El 8 de octubre de 2020, se anunció que CTS había pasado a llamarse CBS Studios como parte de una unificación de elementos de marca entre las divisiones de CBS, citando que el uso de la palabra "Televisión" en el nombre era anticuado debido a su posición de producir programación para múltiples plataformas.

## Nombres anteriores
- CBS Paramount Television/CBS Paramount Network Television (2006–2009)
- Paramount Television Group (1967–2006)
- Desilu Productions, Inc. (1951–1967)
- CBS Productions (1952–2006, 2008–2012)
- Viacom Productions (1974-2004)
- Spelling Television (1969-2006)
- Taft Entertainment Television (1981-1988)
- Big Ticket Entertainment (1994-2006 en la televisión de la red, todavía produce Judge Judy y Hot Bench, pero por lo demás en el nombre sólo)